# Tŏk-to
Tŏk-to – mała, skalista wyspa w Korei Północnej, na Morzu Żółtym, 15 km od zachodniego brzegu Korei Północnej. Najwyższy punkt wyspy znajduje się na wysokości 85 m n.p.m. Powierzchnia wyspy wynosi 18 ha.
Na podstawie badań przeprowadzonych w 1997 i 1998 r., wyspa została zidentyfikowana przez BirdLife International jako ważny obszar dla ptaków IBA, ponieważ występuje tam niewielka liczba zagrożonych wyginięciem warzęch małych oraz czapli żółtodziobych.